# Diario Frontera
Il Diario Frontera è un quotidiano venezuelano regionale. Le sue aree di diffusione sono Mérida e la zona a sud del lago di Maracaibo. Fondato nel 1978 a Mérida, è il più antico giornale nonché il più diffuso nella regione.
La società editrice è membro fondatore della Camera venezuelana di stampa regionale ed è affiliata al Blocco Stampa Venezuelano.

## Caratteristiche
Il giornale è distribuito in formato tipo standard a colore ed è diviso in quattro dorsi. È un quotidiano generalista che include notizie regionali, nazionali e internazionali. Pubblica due supplementi domenicali: la rivista Aquí entre Nos ed il supplemento per i piccoli Chipilín. In date determinate, come La Feria del Sol ed il Día del Trabajador pubblica edizioni speciali.

## Storia
Il Diario Frontera è stato fondato da José Benedicto Monsalve, con l'appoggio di un gruppo di imprenditori della città, tra cui l'avvocato e scrittore Rafael Ángel Gallegos, che è stato anche il primo direttore del giornale. È apparso nelle edicole il 12 agosto del 1978. I primi numeri furono stampati in bianco e nero su una vecchia rotativa che era appartenuta fino ad allora al Diario Critica della città di Maracaibo.
Negli anni ottanta Diario Frontera si caratterizzò come quotidiano generalista, stampato in bianco e nero con una foliazione di 20 pagine divise in due dorsi. Dal 1989 pubblica regolarmente una pagina o sezione espressamente dedicata a temi dell'Università delle Ande, in considerazione dell'elevata popolazione studentesca e dell'importanza che ha l'ateneo nella vita della città.
Nel giugno 2005 il quotidiano pubblicò un'inchiesta su un giovane universitario assassinato dalla polizia. Il Diario scriveva che lo studente era stato colpito dai poliziotti, ma rilevava anche la sua appartenenza ad un gruppo politico armato. La sede del giornale fu attaccata da gruppi di studenti; fu l'inizio di una serie di tumulti che poi si estesero alla maggior parte della città. Il tragico episodio del giovane studente scatenò non poche ire, ma i responsabili non furono adeguatamente perseguiti. Gli appelli da parte dell'ONG Reporter Senza Frontiere al mondo politico rimasero inascoltati. Tra le domande da parte delle autorità l'incidente non è stato indagato.
Nel 2008, in occasione del trentesimo anno del quotidiano, il Diario ha rinnovato la veste grafica (cambiamento di logo e carattere tipografico) ed editoriale (riorganizzazione del contenuto e nuova impaginazione a sei colonne). Le novità non si sono fermate: è stato inaugurato un nuovo dorso di sport a colori formato tabloid.
Oggi Diario Frontera è una pubblicazione matura che offre quattro dorsi durante la settimana e cinque il sabato e la domenica, con alcune pagine a colori.

## Distribuzione
Nel 2010 il giornale aveva una tiratura di 40 000 copie (45 000 la domenica), distribuite soprattutto nello stato Mérida, a sud del lago di Maracaibo, nella zona Panamericana; inoltre ha una piccola presenza a Caracas. Conta anche su una versione digitale online.

## Direttori
- Rafael Ángel Gallegos
- Alcides Monsalve